# 因蘭鎮區 (內布拉斯加州克萊縣)
因蘭鎮區（英語：Inland Township）是位於美國內布拉斯加州克萊縣的一個行政鎮區。

## 地方資料
因蘭鎮區的面積為92.38平方千米，當中陸地面積為92.34平方千米，而水域面積為0.04平方千米。根據2020年美國人口普查的數據，當地共有人口100人，而人口密度為每平方千米1.08人。